# Wollige distelboorvlieg
De wollige distelboorvlieg (Terellia longicauda) is een vliegensoort uit de familie van de boorvliegen (Tephritidae). De wetenschappelijke naam van de soort is voor het eerst geldig gepubliceerd in 1838 door Meigen.